# Radim Labuda
Radim Labuda 1976, Bratislava je umělec tvořící instalace, politické umění, zvukové instalace a videoart. Hlavní tvůrčí prostředek k vyjadřování je pro Radima Labudu video, které používá jako dílčí komunikační linku mezi divákem a tvůrcem. Zabývá se sociální problematikou, sexualitou, intimitou a tělesností, tematizuje určitý akt pozorování jako princip voyeurismu. Charakteristické je pro jeho tvorbu různý způsob zpracování záznamu. Typická je hra s časovými linkami, které buď nechává zacyklené v jednom bodě, nebo zkomponuje záznam téměř do nehybné fotografie, zabývá se také posouváním zvuku i obrazu v jednotlivých časových paralelách. Jeden z dosavadních úspěchů Radima Labudy, je vítězství Ceny Jindřicha Chalupeckého v roce 2008.

## Studium
- 1995 - 2000 - Fakulta architektury, Slovenská technická univerzita
- 2000 - 2001 - Vysoká škola výtvarných umění v Bratislavě
- 2001 - 2006 - Akademie výtvarných umění v Praze, ateliér konceptuální tvorby a ateliér nových medii
- 2004 - San Francisco Art Institute, San Francisco, CA, USA

## Samostatné výstavy
- 2011 - Surfing Mythologies, Berlin Model Gallery, Praha
- Ladění Jiřího Nováka, SGVU, Litoměřice
- Suspended Mythologies, Hot Dock Gallery, Bratislava
- 2010 - Il Macinini di Caffé, Dora Diamanti, Řím
- Fissazioni Orali, GUM Studio, Carrara, (s Jiřím Skálou)
- 2009 - Lift & Carry, Gallery 207, VŠUP, Praha
- Fragmentární krajiny A Gallery, Praha
- Case Study, Václav Špála Gallery, Praha
- If You See Something, Czech Center New York, USA
- 2008 - roses for Audrey Horne..., Stedoslovenská galéria, Banská Bystrica
- ADDsoundsystem ver. 2.0, CIANT Gallery, Praha
- Lorem Ipsum I., Town Gallery, Opava
- 2007 - Fractal Zoom (Liberty St.), Půda Gallery, Jihlava
- 2006 - Destructive Character, Jelení Gallery, Praha
- Chocolate Grinders, Entrance Gallery, Praha
- Push The Button!, Hit gallery, Bratislava
- ADDsoundsystem 1.0, AVU Gallery, Praha
- 2004 - Triptych, DMS Gallery, SFAI, San Francisco, USA
- 2003 - 24 fps, Půda Gallery, Jihlava, s Kateřinou Závodovou
- 2001 - End station: Inferno, public space project, Bratislava, s galerií BuryZone

## Skupinové výstavy
- 2010 - Mediacje, Galeria Szara, Cieszyn, PL
- 20 let ceny Jindřicha Chalupeckého, DOX, Praha
- 2009 - Olohuone, D.I.V.O. Institute, Kolín
- Subvision, Hamburg, DE
- The Situation, Moscow Biennale, RU
- Po sametu, GHMP, Praha
- Finalisté ceny Jindřicha Chalupeckého 2008, Dům pánů z Kunštátu, Brno
- XIII Biennale Internazionale di Carrara: Lo Spazio & Gli Altri, Ex Caserma Dogali, Carrara
- 5th International DADA Festival, D.I.V.O. Institute, Kolín
- 2007 - Rotterdam Film Festival, Rotterdam
- Punctum, Futura gallery, Praha
- Hrubý domácí produkt, GHMP, Praha
- AVU 18, Národní galerie - Veletržní palác, Praha
- Simple Living, Muzeul Brukenthal, Sibiu, RO
- Videomix. Kaleidoskop, La Casa Encendida, Madrid
- Skáče jak píská, NoD gallery, Praha
- 2006 - Chlap, Hrdina, Duch, Stroj, Médium Gallery, Bratislava
- Les Beaux Ideals, Ján Koniarik Gallery - Synagogue, Trnava
- EMAF, European Media Art Film Festival, Osnabrueck
- Diplomanti 2006, Národní galerie, Praha
- Czechpoint, NoD gallery, Praha
- 2005 - New Fest, GLBT film festival, New York, USA
- Cena Oskára Čepana, Galerie města Braztislavy
- Iconoclash, Spitz Gallery, London
- Media Art Friesland Festival, Friesland, NL
- Queersicht, GLBT film festival, Bern
- 2004 - EMAF, European Media Art Film Festival, Osnabrueck
- Thailand New Media Art Festival, Bangkok
- 2003 - 281 m², Václav Špála Gallery, Praha
- Art of Survival, Czech Centre, London,
- Martinu Reloaded, HAMU, Praha

### Monografie
- Váša, Ondřej, Špektákl se zavřenýma očima, Ateliér, č. 19, 2006, s. 16.
- Švédová Blanka, Radim Labuda: Lorem ipsum I., (kat. výst.) 2008.
- Tučková Kateřina, Radim Labuda, Art and Antiques, č. 12, 2008, roč. 7, s. 30-31.
- Radim Labuda: Modelová studie/ Case study, (kat. výst.) 2009.
- Radim Labuda, Destructive charakter, Galerie Jelení, 2010.